# Самер Макинтош
Самер Ен Макинтош (енгл. Summer Ann McIntosh; Торонто, 18. август 2006) канадска је пливачица,  трострука олимпијска шампионка у воденим спортовима и двострука освајачица златне медаље на Игарама Комонвелта. Позната је по снази у дисциплинама мјешовито и делфин, а тренутни је свјетски рекордер у дисциплини 400 метара. Такође, држи олимпијски и "текстилни" рекорд у дисциплини 200 метара делфин и 200 метара мјешовито. Макинтош је први пут привукла пажњу када је, са четрнаест година, била најмлађи члан канадског тима на Љетњим олимпијским играма 2020. године, гдје је освојила четврто мјесто у трци на 400 метара слободним стилом.  Сљедеће године је постала најмлађа шампионка у пливању на Свјетском првенству у воденим спортовима након више од једне деценије и прва Канађанка која је освојила двије златне медаље на једном Свјетском првенству, због тога је названа „тинејџерском пливачком сензацијом“. У марту и априлу 2023. године, у периоду од пет дана, поставила је свој први и други свјетски рекорд, на 400 метара слободно и 400 појединачно дисциплина мјешовито, на националнoм пробама Канаде. Њен наступ на Љетњим олимпијским играма 2024, на којима је освојила четири појединачне медаље (три златне и једну сребрну), додатно је повећао њену славу, а Тајм је то назвао „љетом Љета“ (Самер на енглеском значи љето).